# 경기도선거관리위원회
경기도선거관리위원회(京畿道選擧管理委員會)는 경기도의 선거를 담당하는 기관이다. 경기도 수원시 영통구 청명로 131에 위치하고 있다. 경기도선거관리위원회의 위원은 국회의원의 선거권이 있고 정당원이 아닌 자 중에서 국회에 교섭단체를 구성한 정당이 추천한 사람과 당해 지역을 관할하는 지방법원장이 추천하는 법관 2인을 포함한 3인과 교육자 또는 학식과 덕망이 있는 자 중에서 3인을 중앙선거관리위원회가 위촉하며, 위원장은 당해 선거관리위원회위원 중에서 호선한다.

## 조직

### 위원 선정
- 국회의원의 선거권이 있고 정당원이 아닌 자 중에서 국회에 교섭단체를 구성한 정당이 추천한 사람과, 당해 지역을 관할하는 지방법원장이 추천하는 법관 2인을 포함한 3인과, 교육자 또는 학식과 덕망이 있는 자 중에서 3인을 중앙선거관리위원회가 위촉하며, 위원의 임기는 6년이다.
- 위원장은 위원회의에서 호선하며 지방법원장이 위원장으로 선출되는 것이 관례이고, 상임위원은 중앙선거관리위원회에서 지명한다.

### 비상임위원(6인)

#### 사무처

##### 사무처장
- 총무과
- 선거과
- 지도1과
- 지도2과
- 홍보과

## 소속 선거관리위원회
- 수원시장안구선거관리위원회
- 수원시권선구선거관리위원회
- 수원시팔달구선거관리위원회
- 수원시영통구선거관리위원회
- 성남시수정구선거관리위원회
- 성남시중원구선거관리위원회
- 성남시분당구선거관리위원회
- 의정부시선거관리위원회
- 안양시만안구선거관리위원회
- 안양시동안구선거관리위원회
- 부천시원미구선거관리위원회
- 부천시소사구선거관리위원회
- 부천시오정구선거관리위원회
- 광명시선거관리위원회
- 평택시선거관리위원회
- 동두천시선거관리위원회
- 양주시선거관리위원회
- 안산시단원구선거관리위원회
- 안산시상록구선거관리위원회
- 고양시덕양구선거관리위원회
- 고양시일산동구선거관리위원회
- 고양시일산서구선거관리위원회
- 과천시선거관리위원회
- 구리시선거관리위원회
- 남양주시선거관리위원회
- 오산시선거관리위원회
- 시흥시선거관리위원회
- 군포시선거관리위원회
- 의왕시선거관리위원회
- 하남시선거관리위원회
- 용인시처인구선거관리위원회
- 용인시수지구선거관리위원회
- 용인시기흥구선거관리위원회
- 파주시선거관리위원회
- 이천시선거관리위원회
- 안성시선거관리위원회
- 김포시선거관리위원회
- 화성시갑선거관리위원회 – 반월동, 동탄을 제외한 화성시 지역 관할
- 화성시을선거관리위원회 – 반월동, 동탄 지역 관할
- 광주시선거관리위원회
- 포천시선거관리위원회
- 여주시선거관리위원회
- 연천군선거관리위원회
- 가평군선거관리위원회
- 양평군선거관리위원회